# Verdura congelada

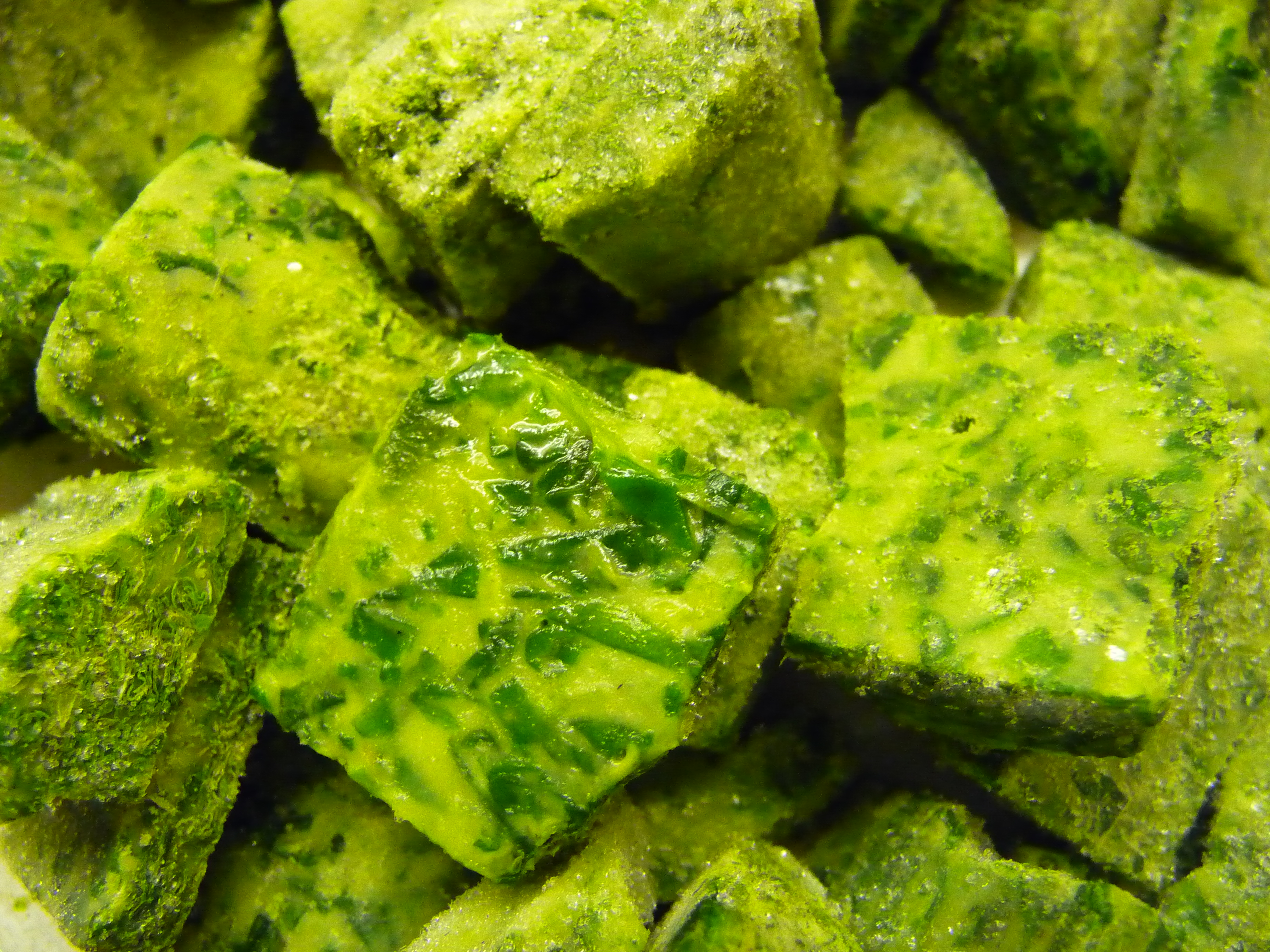
Espinacas ultracongeladas.

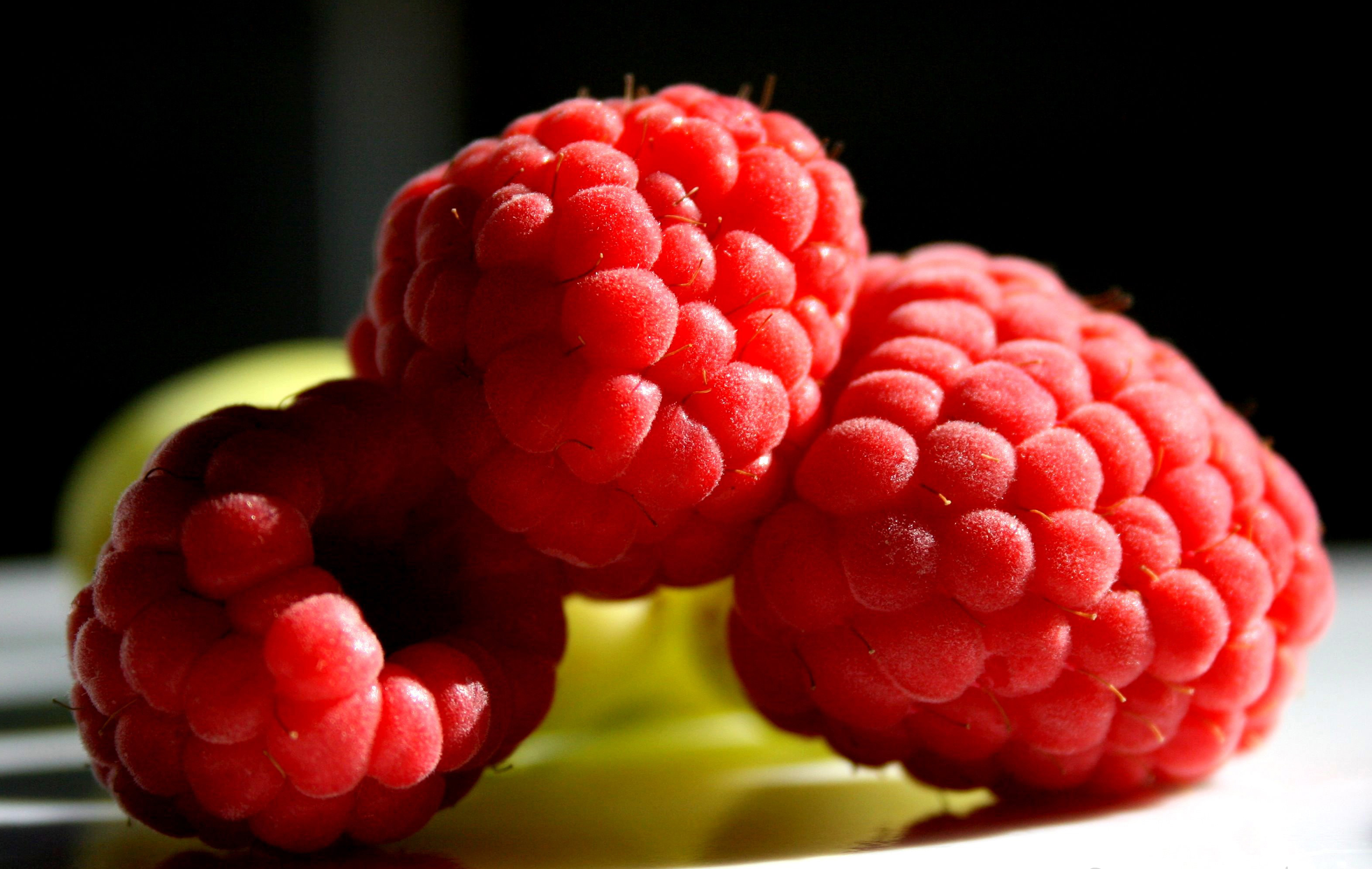
Frambuesas congeladas.

La verdura congelada es la preparación de verdura mediante la técnica del congelado. Suele comercializarse en supermercados en la zona de congelados, bien sea 'al peso' o dosificadas en bolsas de plástico. El congelado de verduras permite que su almacenaje para el consumo sea más prolongado, pudiendo llegar en algunos casos hasta varios meses.  

## Características
Las temperaturas a las que debe estar la verdura congelada depende en gran medida de la fase en la que se encuentre, bien sea en transporte, distribución o comercialización. Suele ir desde las bajas temperaturas de -20 °C que suelen producirse en los primeras etapas, hasta las -4 °C en la parte final de la cadena del frío. La verdura conserva sus propiedades organolépticas mejor que otros alimentos congelados. Para frenar la actividad enzimática que suele degenerar sus propiedades, suele someterse a un escaldado previo antes de someterse al proceso de congelación. Durante su almacenaje es importante que la verdura quede bien aislada para que no tome sabores secundarios. 

## Polémica
Existen diversas opiniones acerca de la capacidad nutritiva mermada de la verdura congelada. Los estudios realizados para ver el contenido de vitamina C en verduras congelada y fresca han revelado que no hay variaciones significativas entre ambos.